# تعفن حضنة أوروبي
تعفن الحضنة الأوروبي هو مرض  بكتيري يصيب الحضنة الصغيرة لنحل العسل ويؤدي إلى قتلها وهي بعمر 2 - 4 يوم حيث يتحول لون اليرقة من الأبيض إلى اللون الأبيض المصفر فالأصفر ثم البني ثم الرمادي إلى أن تتحول اليرقة إلي كتلة غير لزجة. المسبب للمرض هو بكتيريا عضوية تسمي Bacillus Pluton ويصل الميكروب إلي معدة اليرقة عن طريق الغذاء الملوث حيث يتكاثر ويفرز سمومه التي تسبب موت اليرقة خلال ثلاثة أيام على الأكثر وتظهر رائحة الخميرة أو العجينة المتخمرة في رائحة الخلية.

## الوقاية والعلاج
يجب قتل الملكة القديمة ثم إعدام جميع بيوت الملكات الناتجة خلال ستة الأيام الأولى وبعد ذلك تزود الطائفة بملكة جديدة من طائفة سليمة، كما ينصح أن يترافق هذا الإجراء باستعمال مركبات الترامايسيين في المحلول السكري وذلك بداية الربيع بواقع 0,165 جرام للطائفة.

## مقارنة مع تعفن الحضنة الأمريكي
الجدول في الأسفل يوضح أهم الأعراض كل من مرض تعفن الحضنة الأمريكي والأوروبي والفروق بينهما:
| م  | نوع الموازنة                              | مرض تعفن الحضنة الأوروبي                                                                               | مرض تعفن الحضنة الأمريكي                                                           |
| -- | ----------------------------------------- | --- | ---------------------------------------------------------------------------------- |
| 1  | العامل المسبب                             | Melissococcus plutonius                                                                                | Paenibacillus larvae                                                               |
| 2  | مظهر قفل العيون السداسية والأقراص الشمعية | الحضنة نافقة بالعيون المفتوحة                                                                          | الحضنة غير منتظمة والعيون غائرة الأغطية وتوجد حضنة نافقة بالعيون المغلقة           |
| 3  | الإصابة والتغطية                          | تصاب اليرقات وتظهر الإصابة قبل التغطية                                                                 | تصاب اليرقات وتظهر الإصابة بعد بدء النحل بالتغطية علي اليرقات                      |
| 4  | عمر اليرقات وقت النفوق                    | الاطوار الأولي في اليرقات والأطوار الأخيرة في العذاري                                                  | الاطوار الأخيرة لليرقات والأولي في العذاري                                         |
| 5  | شكل الأغطية وسلامتها على الحضنة النافقة   | توجد أغطية قليلة                                                                                       | توجد أغطية كثيرة متقبة وغائرة                                                      |
| 6  | لون الحضنة النافقة                        | تظهر في بدء الإصابة نقطة صفراء ثم تتلوث اليرقة بالبني بشكل متدرج                                       | يتحول لون اليرقة في الأبيض إلى البني ثم يغمق هذا اللون                             |
| 7  | مكونات الحضنة وشدة إلتصاقها عند رفعها     | تكون الحضنة مائية ثم تتحول إلى قشور ,إذا شكت محتوياتها بإبرة أو عود ثقاب لا تمط محتويات اليرقة النافقة | مائية ثم لزجة ,إذا شكت بإبرة أو عود ثقاب ثم سحب فإن محتوياتها تمط                  |
| 8  | ظهور القشور ومكانها                       | تكون القشور ملتوية في القاع وتظهر خلال جسمها القصبات الهوائية                                          | القشور الجافة تكون ممتدة علي الجدار الأسفل للعين السداسية                          |
| 9  | الرائحة الناتجة عن الحضنة النافقة         | تشبه رائحة الخميرة                                                                                     | تشبه رائحة السمك الفاسد                                                            |
| 10 | الخطورة                                   | مرض معدي ولكنه غير مميت للطائفة وممكن معالجته بالمضادات الحيوية                                        | مرض وبائي وهو أخطر الأمراض التي تصيب الحضنة وتطبق عليه إجرائات الحجر الصحي الزراعي |